# Preußische T 26
Die T 26 der Preußischen Staatseisenbahnen waren Zahnradlokomotiven, deren Zahnradtriebwerk für das Befahren von Gleisen mit Zahnstangen System Abt ausgelegt war.

## Geschichte
Für die 1904 eröffnete Bahnstrecke Schleusingen–Ilmenau bestellte die königliche Eisenbahndirektion Erfurt bei der Maschinenfabrik Esslingen drei Lokomotiven, deren Konstruktion sich an die kkStB 69 anlehnten und als Erfurt 1981–1983 in Betrieb gingen. Sie bewährten sich und so wurden weitere Zahnradstrecken gebaut und dafür weitere Lokomotiven bei Borsig nachbestellt. Es waren die Strecken Kastellaun–Boppard (1908), Dillenburg–Wallau/Lahn (1911), Suhl–Schleusingen (1911), Linz/Rhein–Flammersfeld (1912) und Heiligenstadt–Schwebda (1914). Im Jahr 1923 waren noch 34 Maschinen vorhanden, die als 97 001–034 bezeichnet werden sollten. 1925 wurden von der Deutschen Reichsbahn noch 30 Maschinen übernommen und als Baureihe 970 in ihren Nummernplan eingeordnet.
Die Lokomotiven wurden ab 1922 durch die preußischen T 161 und T 20 verdrängt, welche den Zahnradbetrieb überflüssig machten, und bis 1931 ausgemustert. Mehrere T 26 wurden an Privat- und Werkbahnen verkauft. Einige blieben nach Ausbau des Zahnradantriebs noch bis in die 1960er Jahre im Dienst.

## Beschreibung
Das Zahnradtriebwerk bestand aus zwei Zahnradachsen, von denen jede zwei Zahnräder mit 18 Zähnen trug. Die gekuppelten Zahnräder wurden von zwei Innenzylindern angetrieben. Neben dem Zahnradantrieb besaßen die Lokomotiven noch einen außenliegenden Reibungsantrieb für die Streckenteile in der Ebene. Die ersten drei Maschinen wurden 1902 von der Maschinenfabrik Esslingen an die KED Erfurt geliefert, die weiteren 32 von 1905 bis 1921 von Borsig an die KED Erfurt, Mainz, Frankfurt (Main), Köln und Kassel. Sie wurden auf den Strecken Ilmenau – Schleusingen, Suhl – Schleusingen (beide Erfurt), Boppard – Buchholz (Mainz), Dillenburg – Wallau (Frankfurt), Linz am Rhein – Flammersfeld (Köln) und Heiligenstadt – Schwebda (Kassel) eingesetzt. Die Lokomotiven der Direktion Mainz waren nach einigen Quellen zeitweise auch als T 27 bezeichnet worden.
Die von Borsig gelieferten Maschinen unterschieden sich optisch deutlich von den ersten drei Lokomotiven. Der Dampfdom befand sich statt vorne hinter dem Schornstein nun in der Mitte des Kessels, die Zuführungsrohre liefen auf dem Kesselscheitel zu einem Verteiler hinter dem Schornstein. Das Führerhaus hatte ein hoch gewölbtes Dach und die Wasserkästen waren wesentlich länger als bei den Esslinger Lokomotiven.